# فوكس سبورتس نت
فوكس سبورتس نت (بالإنجليزية: Fox Sports Networks)‏ كان الاسم الجماعي لمجموعة من القنوات الرياضية الإقليمية في الولايات المتحدة. تم تشكيل الشبكات في عام 1996 من قبل شركة نيوز كوربوريشن، واستحوذت شركة والت ديزني على الشبكات في 20 مارس 2019، بعد استحواذها على فوكس القرن الواحد والعشرين. 

## وصلات خارجية
- CNN.com: CBS to use 'enhanced' tape-delay for Grammys
- CNN.com: ABC to impose delay on Oscar telecast